# Putzenreuth (Wüstung)
Putzenreuth ist eine Wüstung bei Gefrees, einer Stadt im oberfränkischen Landkreis Bayreuth.
Putzenreuth lag südlich von Gefrees, etwa 800 Meter südöstlich der Burgruine Grünstein und wurde erstmals 1317/32 im Hennebergischen Lehenverzeichnis erwähnt. Die Burg wurde erstmals am 11. Mai 1361 urkundlich erwähnt. Mit dieser Öffnungsurkunde erlaubte der Nürnberger Burggraf Friedrich den Hirschbergern Hans und Arnold die Errichtung einer Burg „auf dem Stein, genannt der Grünstein bei Putzenreuth“. Das war auch die letzte Erwähnung des Ortes. In Flurnamen wie Putzenwiese und Putzenberg hat sich der Name überliefert. Hans Hofner hat sich mit der Lage Putzenreuths beschäftigt.